# Баклер

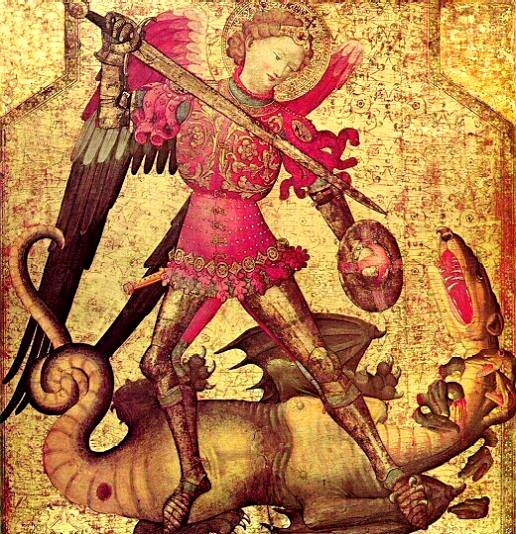
Святой Михаил и дракон, ок. 1405

Баклер (нем. Faustschild, фр. boce, bocete, rondelle de poing, итал. brochiero) — маленький, 20—40 см в диаметре (8—16 дюймов), чаще всего металлический круглый щит. Был рассчитан, главным образом, на использование в качестве вспомогательного оружия с мечом или шпагой. Держался за ручку с обратной стороны. Баклеры имели только одну рукоятку, которую воин сжимал в кулаке, из-за чего их называли «кулачными щитами».

## Историческое развитие
Такие щиты встречались в VIII веке у византийцев, откуда, по-видимому, они и попали в Европу. Есть упоминания об использовании этого щита кельтами и франками. В западной Европе кулачный щит получает широкое распространение в XII — XIII веках. Первые упоминания во французских письменных источниках относятся к этому времени. В XIV веке встречался также в Германии и Англии. Описание техники «меч и баклер» содержится в самой ранней (XIII — середина XIV столетия) из известных на сегодняшний день книг, посвящённых искусству боя на мечах, Royal Armouries Ms. I.33 из герцогской библиотеки германского города Готы. Основываясь на содержании данной книги можно сказать, что техника боя с баклером была популярна в Европе тех времён. В XVI веке в дворянском сословии приобрела мощное влияние итальянская школа фехтования, также использующая технику боя с баклером. Кулачный щит вошёл в моду. Молодые люди того времени везде носили его с собой, подвешивая к шпажному ремню. Щит носился на ремне или крюке у пояса, иногда на эфесе меча, в этом случае он ручкой подвешивался на рукоятку. К концу XVI века венецианская школа фехтования отказалась от кулачного щита. Левую руку вооружили дагой. Это событие ознаменовало закат техники «меч и баклер».

## Разновидности форм и материалов
Дерево + металл:
Основу щита составляет деревянное полотно, собранное из досок, усиленное/(или нет) железом в виде металлических полосок разных форм и металлическим/каповым умбоном в середине. Согласно исследованию Королевской оружейной палаты дерево могло быть покрашено, а металл лужён. Заклёпки использовались латунные. Толщина досок была примерно 6–8 мм (проводя параллели со скандинавскими кулачными щитами).
Металл:
В данном случае весь щит состоит из металлической пластины, или их совокупности (набор из деталей).
Кожа + металл:
Основа щита кожаная, с объёмными металлическими частями.
Формы:
Чаще всего баклеры были круглые, но на страницах фехтбука Ханса Тальхоффера, на миниатюрах и барельефах встречаются др. разновидности самых разнообразных форм.

## Распространение
Существует множество документов, подтверждающих широкое распространение баклеров как в среде дворянского сословия, среднего класса, так и армиях — даже в большей степени, чем щиты. Большое распространение техника «меч и баклер» имела в Испании. В Германии и Англии баклер использовался исключительно при пешем единоборстве.

## Применение
В позднем средневековье использование двуручного оружия — пик, алебард и арбалетов — вынуждало пехоту отказываться от щитов. Конечно же, это снижало живучесть воинов, ведь прочные доспехи даже в XVI веке имелись далеко не у всех. Чтобы встретить баклером стрелу, требовалась большая ловкость, а для отражения ударов тяжёлого оружия щит весом около килограмма был слишком лёгок. Но в бою на основном «индивидуальном» оружии пехоты средневековья — кордах — его полезность была несомненной. Пикинёр мог носить с собой корд, однако даже заброшенный за спину щит очень мешал бы ему в строю.
Щит мог не только пассивно защищать от вражеского оружия, но и мог использоваться в качестве дополнительного оружия. Лёгкость щита и изогнутый центр делали его удобным для того, чтобы отклонить удар. Такое парирование оставляло нападавшего открытым для быстрой контратаки, а прочность и острые края позволяли нанести удар непосредственно щитом.